# M.U. - The Best of Jethro Tull
M.U. - The Best of Jethro Tull is het eerste verzamelalbum van de Britse progressieve-rockband Jethro Tull, uitgebracht in 1976. M.U. staat voor Musicians Union.

## Geschiedenis
Acht jaar na de oprichting van de band werd dit album uitgebracht om potentiële fans de gelegenheid te geven de band beter te leren kennen door dit overzicht uit hun carrière tot dan toe, en zodoende wellicht de verkoop van oude albums een nieuwe impuls te geven. Ook worden mensen die normaal gesproken geen album van de band zouden kopen nu over de streep getrokken om dit album te kopen omdat het alle belangrijke hits van de band bevat.
Op het album staat één nummer dat niet eerder was verschenen, Rainbow Blues.
Het album is niet meer te verkrijgen, maar in 2003 werd het album The Essential Jethro Tull uitgebracht, dat feitelijk een digitaal geremasterde versie van dit album is met een nieuwe albumhoes.

## Nummers
1. Teacher
2. Aqualung
3. Thick as a Brick Edit #1
4. Bungle in the Jungle
5. Locomotive Breath
6. Fat Man
7. Living in the Past
8. A Passion Play Edit #8
9. Skating Away on the Thin Ice of the New Day
10. Rainbow Blues
11. Nothing Is Easy